# 一戸総太
一戸 総太（いちのへ そうた、1986年12月14日 - ）は、日本の男性キックボクサー。青森県鶴田町出身。WSRフェアテックスジム所属。元WPMF世界フェザー級王者。元WPMF世界スーパーバンタム級王者。

## 来歴
地元青森県から上京後、WSRフェアテックスジムに入門し、ムエタイを習得。2006年7月9日に対脇坂雄でプロデビュー。2011年4月10日、「M-1 FAIRTEX ムエタイチャレンジ『RAORAK MUAY vol,1』」にて行われたWPMF初代日本スーパーバンタム級王座決定戦で野呂裕貴を1R KOで破り王座についた。

## 獲得タイトル
- 初代WPMF日本スーパーバンタム級王座
- WPMF世界スーパーバンタム級王座
- WPMF世界フェザー級王座

### 参照
- 格闘技ウェブマガジンGBR＞選手名鑑・プロフィール＞一戸総太